# Buffalo (Texas)
Buffalo es una ciudad ubicada en el condado de León en el estado estadounidense de Texas. En el Censo de 2010 tenía una población de 1.856 habitantes y una densidad poblacional de 163,76 personas por km².

## Geografía
Buffalo se encuentra ubicada en las coordenadas 31°27′39″N 96°3′53″O / 31.46083, -96.06472. Según la Oficina del Censo de los Estados Unidos, Buffalo tiene una superficie total de 11.33 km², de la cual 11.28 km² corresponden a tierra firme y (0.46%) 0.05 km² es agua.

## Demografía
Según el censo de 2010, había 1.856 personas residiendo en Buffalo. La densidad de población era de 163,76 hab./km². De los 1.856 habitantes, Buffalo estaba compuesto por el 75.54% blancos, el 9.38% eran afroamericanos, el 0.43% eran amerindios, el 1.08% eran asiáticos, el 0% eran isleños del Pacífico, el 12.02% eran de otras razas y el 1.56% pertenecían a dos o más razas. Del total de la población el 32.22% eran hispanos o latinos de cualquier raza.